# Jens Timmer
Jens Timmer (Wolfsburg, 4 de setembro de 1964) é um físico e biologista sistêmico alemão. É desde novembro de 2005 professor da Universidade de Freiburgo.

## Vida
Timmer estudou física de 1985 a 1990 na Universidade de Oldenburg e na Universidade de Freiburgo, onde obteve em 1994 um doutorado. Mais tarde voltou seu interesse a processos dinâmicos da biologia e sua modelagem matemática na biologia sistêmica. Recebeu o Prêmio de Ciências Hector de 2011.

## Obras
- Vorverarbeitung und Klassifikation von Zeitreihen. Freiburg (Breisgau), Univ., Diss., 1994
- Editor com Björn Schelter, Andreas Schulze-Bonhage: Seizure prediction in epilepsy : from basic mechanisms to clinical applications, Weinheim : Wiley-VCH 2008.